# 佐藤広大
佐藤 広大（さとう こうだい、1985年11月13日 - ）は日本のR&Bシンガー、ソングライター、ラジオパーソナリティ。北海道札幌市清田区真栄出身。札幌市在住。血液型はA型。

## 来歴
札幌市立真栄小学校 、札幌市立真栄中学校 、札幌新陽高等学校在学中では、ZONEのTAKAYOとは同学年にあたる。札幌国際大学在学中に、EXILE SHOKICHIとボーカルユニット「Jack Pot」を結成。その後、DJ、ラッパー、シンガー、ダンサーが集うクルー「WILD STYLE」にに所属、イベントにて知り合ったR&Bシンガーグループ「symphony」を結成し、クルーでSWAYらと活動していた。
2006年、『EXILE VOCAL BATTLE AUDITION 2006 〜ASIAN DREAM〜』に参加するも2次審査で落選。
2009年、大学卒業後 、ソロ活動を開始する。
2010年、EXILE Presents VOCAL BATTLE AUDITION 2 〜夢を持った若者達へ〜 3次審査通過。
2011年、数々のアーティストのバックコーラスとして参加する。
2012年、iTunes Podcastにて無料配信した「NOW」が、テレビ北海道のダンスコンテスト番組『DANCE FACE』のエンディングテーマとなる。
2013年、R&Bアーティストが多く在籍する「PHATBEE PRODUCTION」へ所属契約する。
2017年2月8日、シングル「スノーグローブ」でメジャーデビュー。同日、オフィシャルファンクラブ ”恩楽” family オープン。
2019年4月21日、Zepp Sapporoにて開催された音楽番組『音語』（テレビ北海道）の2周年イベントで、「KOMA DOGG / LDH MUSIC」 への移籍を発表。
2022年6月、個人事務所設立。
2024年6月、佐藤広大と並行し別名義で「kodAi」としての活動を開始。同年7月、自主レーベル「ONE7 Records」からデビューEP「Crucial」リリース 。

## 人物
- EXPG札幌校出身[15]。
- SHOKICHIと、大学生時代からの親友[8]、ふたりで『EXILE VOCAL BATTLE AUDITION 2006 〜ASIAN DREAM〜』を受けに行き[16]。
- 青柳翔とはもともと地元で知り合いだった[17]。
- 座右の銘は「一日一善」[18]。

## 参加グループ
- Jack Pot（2004年）[6]
- symphony（2005年 - 不明）
- 北海道150年バンド（2018年)[19]

## 作品

### シングル
- メッセージ （2012年7月7日）
- MY ONLY ONE feat 宏実、YUTAKA from Full Of Harmony （2016年7月6日）[20]
- スノーグローブ (2017年2月8日)[10]

### 配信シングル
| 2012年1月15日  | NOW                                  |
| 2013年11月13日 | GIFT                                 |
| 2014年3月5日   | MAGIC CARPET RIDE                    |
| 2015年5月27日  | MEMORY ISLAND feat. CIMBA            |
| 2017年6月21日  | MONEY IN THE BANK                    |
| 2017年8月30日  | Baby Baby Baby feat.SWAY             |
| 2017年10月18日 | DOWNTOWN                             |
| 2018年1月5日   | イチゴイチエ                         |
| 2019年6月21日  | RUN                                  |
| 2020年4月24日  | あい風                               |
| 2022年7月15日  | 螺旋の関係                           |
| 2022年11月30日 | Stand Up!!                           |
| 2023年5月5日   | LAZY                                 |
| 2023年11月5日  | SWEET GIRL feat. DEEP KEISEI, D’Soul |
| 2024年11月19日 | Brand New Life                       |
| 2025年4月26日  | 手紙を書くように                     |
| kodAi名義      |                                      |
| 2024年7月2日   | Crucial                              |
| 2024年7月16日  | Now                                  |
| 2024年7月16日  | disease and the remedy               |
| 2025年7月26日  | Westside Love                        |

### アルバム
- 19BOX-jukebox-（2018年1月31日）
- GIFT（2018年11月14日）
- Calling（2023年11月22日）

### ミニアルバム
1. Magic Carpet Ride（2014年4月9日）
  1. Magic Carpet Ride
  2. flower
  3. Amazing Girl feat. SWAY
  4. GIFT
  5. merry-go-roun
  6. 出会えて良かった feat. ELLIE
  7. BRAND NEW DAY
  8. Song for you

### 参加作品
| 発売日         | 曲名                                          | 収録作品                                                                                  |
| -------------- | --------------------------------------------- | ----------------------------------------------------------------------------------------- |
| 2012年10月3日  | Ryo × 佐藤広大「I need a girl」               | V.A.『RISING STARS - The New Generation Of R&B-』                                         |
| 2013年7月10日  | disease and the remedy                        | V.A.『RISING STARS 2 - The New Generation Of R&B-』                                       |
| 2015年1月28日  | ONE (feat. SWAY & 佐藤広大)                   | JOLLY-TIP『JOLLY-TIP STORY』                                                              |
| 2015年8月28日  | BEAUTIFUL GIRL feat. 佐藤広大                 | JOLLY-TIP「BEAUTIFUL GIRL feat. 佐藤広大」                                                |
| 2015年12月9日  | ワイルドカード 秀吉 & 佐藤広大 feat.HI-D      | V.A. 『Special Calling ~new edition~』                                                    |
| 2015年12月25日 | POWDER SNOW (feat. 佐藤広大 & CIMBA)          | JOLLY-TIP「POWDER SNOW (feat. 佐藤広大 & CIMBA) 」                                        |
| 2016年12月7日  | 1000の夜、1000の恋 feat.佐藤広大              | 森本ナムア「1000の夜、1000の恋 feat.佐藤広大」                                            |
| 2018年7月      | 北海道、ごはん道?                             | 北海道米プロモーションソング 「北海道、ごはん道?」                                        |
| 2019年11月6日  | EXILE SHOKICHI & SWAY & 佐藤広大「SUPERSTAR」 | V.A.『ANOTHER VOICE -Full Of Harmony Tribute Album-』                                     |
| 2020年7月22日  | Keep Calm and Carry On                        | Skoop On Somebody,佐藤広大,笠原瑠斗,K E I_H A Y A S H I , LIL J「Keep Calm and Carry On」 |

### 作詞・作曲
| 発表日         | 曲名                                                        | 収録作品                                                       | 担当       |
| -------------- | ----------------------------------------------------------- | -------------------------------------------------------------- | ---------- |
| 2012年1月15日  | NOW                                                         | 佐藤広大「NOW」                                                | 作詞       |
| 2013年11月13日 | GIFT                                                        | 佐藤広大「GIFT」                                               | 作詞・作曲 |
| 2014年3月5日   | MAGIC CARPET RIDE                                           | 佐藤広大「MAGIC CARPET RIDE」                                  | 作詞・作曲 |
| 2014年4月9日   | flower                                                      | 佐藤広大『MAGIC CARPET RIDE』                                  | 作詞・作曲 |
| 2014年4月9日   | Amazing Girl feat. SWAY                                     | 佐藤広大『MAGIC CARPET RIDE』                                  | 作詞       |
| 2014年4月9日   | merry-go-round                                              | 佐藤広大『MAGIC CARPET RIDE』                                  | 作詞       |
| 2014年4月9日   | 出会えて良かった feat. ELLIE                                | 佐藤広大『MAGIC CARPET RIDE』                                  | 作詞       |
| 2014年4月9日   | BRAND NEW DAY                                               | 佐藤広大『MAGIC CARPET RIDE』                                  | 作詞       |
| 2014年4月9日   | Song for you                                                | 佐藤広大『MAGIC CARPET RIDE』                                  | 作詞       |
| 2015年1月28日  | ONE (feat. SWAY & 佐藤広大)                                 | アルバム『JOLLY-TIP STORY』                                    | 作詞       |
| 2016年7月6日   | MY ONLY ONE feat 宏実、YUTAKA from Full Of Harmony          | 佐藤広大「MY ONLY ONE feat 宏実、YUTAKA from Full Of Harmony」 | 作詞       |
| 2016年7月6日   | 愛の花／タカラモノ                                          | 佐藤広大「MY ONLY ONE feat 宏実、YUTAKA from Full Of Harmony」 | 作詞       |
| 2016年12月7日  | 1000の夜、1000の恋 feat.佐藤広大                            | 森本ナムア「1000の夜、1000の恋 feat.佐藤広大」                 | 作詞・作曲 |
| 2017年2月8日   | スノーグローブ                                              | 佐藤広大「スノーグローブ」                                     | 作詞       |
| 2017年6月21日  | MONEY IN THE BANK                                           | 佐藤広大「MONEY IN THE BANK」                                  | 作詞       |
| 2017年8月30日  | Baby Baby Baby feat.SWAY                                    | 佐藤広大「Baby Baby Baby feat.SWAY」                           | 作詞・作曲 |
| 2017年10月18日 | DOWNTOWN                                                    | 佐藤広大「DOWNTOWN」                                           | 作詞       |
| 2018年1月5日   | イチゴイチエ                                                | 佐藤広大「イチゴイチエ」                                       | 作詞       |
| 2018年1月31日  | Remember                                                    | 佐藤広大『19BOX』                                              | 作詞       |
| 2018年1月31日  | とにかく君が好き                                            | 佐藤広大『19BOX』                                              | 作詞・作曲 |
| 2018年1月31日  | MY ONLY ONE feat. 宏実/YUTAKA(Full Of Harmony) -19BOX Ver.- | 佐藤広大『19BOX』                                              | 作詞       |
| 2018年1月31日  | Slow&Easy                                                   | 佐藤広大『19BOX』                                              | 作詞       |
| 2018年1月31日  | My Girl                                                     | 佐藤広大『19BOX』                                              | 作詞       |
| 2018年11月14日 | Now or Never feat ELIONE                                    | 佐藤広大『GIFT』                                               | 作曲       |
| 2018年11月14日 | 涙雪                                                        | 佐藤広大『GIFT』                                               | 作詞・作曲 |
| 2018年11月14日 | Never Ever Let You Go                                       | 佐藤広大『GIFT』                                               | 作詞・作曲 |
| 2018年11月14日 | color                                                       | 佐藤広大『GIFT』                                               | 作詞・作曲 |
| 2018年11月14日 | 想い出のカケラ                                              | 佐藤広大『GIFT』                                               | 作詞・作曲 |
| 2018年11月14日 | 約束の唄                                                    | 佐藤広大『GIFT』                                               | 作詞・作曲 |
| 2018年11月14日 | Gift-2018ver.-                                              | 佐藤広大『GIFT』                                               | 作詞・作曲 |

## タイアップ
- NOW - テレビ北海道『DANCE FACE』 エンディングテーマ[2]
- GIFT - テレビ北海道『BBR』2013年12月度オープニングテーマ[2]
- MAGIC CARPET RIDE - 札幌テレビ「ジョシスタ あいく的」2014年3月オープニングテーマ[34]
- MEMORY ISLAND feat. CIMBA 読売テレビ「情報ライブ ミヤネ屋」2015年4月 - 6月度のエンディングテーマ[21]
- POWDER SNOW JOLLY-TIP feat. 佐藤広大＆CIMBA - テレビ北海道「LOVE SKI HOKKAIDO」エンディングテーマ
- MY ONLY ONE feat 宏実 YUTAKA from Full Of Harmony - リラノートチャーチベイ函館 TVCMソング [35]、 読売テレビ Cune!（キューン）2016年6月度エンディングテーマ[20]、読売テレビ 「情報ライブ ミヤネ屋」2016年7月 - 9月度エンディングテーマ
- 愛の花／タカラモノ - いわみざわ公園 バラ園 イメージソング[20]
- スノーグローブ - STV「熱烈!ホットサンド!」2017年1月・2月度エンディングテーマ[36]、読売テレビ「キューン!」2017年2月度エンディングテーマ
- Diamond Dust feat. EXILE SHOKICHI - 読売テレビ 「情報ライブ ミヤネ屋」エンディングテーマ[36]
- DOWNTOWN - 読売テレビ 日本テレビ系 「カミングアウトバラエティ！秘密のケンミンSHOW」エンディングテーマ
- イチゴイチエ - 映画「嘘八百」主題歌
- 約束の唄 - 読売テレビ 「情報ライブ ミヤネ屋」2018年10月 エンディングテーマ
- RUN - 中島卓也2019年シーズン ホームゲーム登場曲[24]
- 手をつなごう - 札幌市円山動物園PRソング
- 螺旋の関係 - 新冠町ディマシオ美術館イメージソング[13]
- Stand Up!! - 札幌市「スポーツのチカラ×まちのミライ」イメージソング[13]

## 出演

### テレビ番組
- 音語 (2017年1月 - 2019年6月 テレビ北海道) - MC
- 鳴らす者たち -music phoenix-(2019年7月 - 2020年 北海道テレビ) - MC

### ラジオ番組
- FM NORTH WAVE
  - from R&B（2013年9月 - ）[37] - パーソナリティ
  - Magic_Friday:-)(2015年12月 - 2016年3月)  - パーソナリティ
  - RADIO GROOVE(2016年10月3日 - 2019年3月28日) - パーソナリティ
  - FUN'S AFTERNOON (2020年1月 - 2024年3月31日)
- AIR-G'
  - バズレンジャーG5 (2019年9月 - 2020年3月)

### 配信
- 広大SOUL TV（2012年、Ustream）

### 映画
- 月のこおり（2025年11月21日公開予定、ギグリーボックス）[38]

### その他
- 札幌市清田区20周年PR大使 (2017年)[39]
- 自衛隊札幌地方協力本部広報大使 (2017年 - )[40]
- 北海道150年バンド「北海道ごはん道？」オリジナルソング　MV（2018年）[19]
- 札幌市円山動物園 PR大使（2021年）[41]
- 旭川駐屯地及び第二師団広報大使 （2021年 - ）[42]
- コンサドーレ杯　ドローンサッカー大会 - 大会イメージキャラクター（2021年）[43]
- トゥモローフィート イメージキャラクター （2022年 -）
- 余市観光応援大使 （2022年 -）[44]
- Honda Cars南札幌55周年アンバサダー （2023年）[45]
- 北海道観光大使 （2023年 -）[46]

## ライブ、イベント
- 竹本健一 × 佐藤広大 ～SHIBUYA LOOP ANNEX 4TH ANNIVERSARY～ (2015年10月9日)
- 佐藤広大 ワンマンライブ 【恩楽 2015】(2015年11月13日)
- 佐藤広大 ワンマンライブ 【恩楽2015 AFTER PARTY 】(2015年11月13日)
- 宏実×佐藤広大×岡田大毅 X’MAS SP LIVE OSAKA AT GUITTONE (2015年12月12日)
- 佐藤広大 Valentine's Day Live-sweet kisses- vol.2 (2016年2月14日)
- Full Of Harmony LIVE TOUR 2016 (2016年3月25日) - オープニングアクト
- 佐藤広大 Special Acoustic Live!! in Revolver (2016年4月22日)
- JARNZΩGoAhead!!〜JARNZΩ×佐藤広大2マンライブ〜 (2016年5月14日)
- Flavor ～MAR × 佐藤広大～ (2016年5月28日)
- 佐藤広大 MY ONLY ONE” 発売記念ワンマンライブ (2016年7月24日)
- 佐藤広大 PREMIUM LIVE 2016 (2016年11月20日、12月10日)
- 佐藤広大 Countdown Live in Kiroro Resort (2016年12月31日)
- 佐藤広大 × TJ プレゼンツ"EAST WAVE vol.1" (2017年4月14日)
- 佐藤広大 × TJ プレゼンツ"EAST WAVE vol.2” (2017年5月26日)
- 佐藤広大 × TJ プレゼンツ"EAST WAVE vol.3”～”佐藤広大 MONEY IN THE BANK” release live～ (2017年6月23日)
- 「TOKYO PREMIUM NIGHT」 CIMBA×宏実×佐藤広大 アコースティックライブ(2017年6月30日)
- 佐藤広大 × TJ プレゼンツ "EAST WAVE vol.4”～”夏休みSpecial～ (2017年7月28日)
- 佐藤広大 × TJ プレゼンツ"EAST WAVE vol.5” (2017年9月18日)
- KODAI SATO ONEMAN LIVE 2017 & 恩楽family FC mtg in SAPPORO ～3作連続デジタルシングルリリースライブ～(2017年10月29日)
- 「佐藤広大 PREMIUM LIVE 2017」 ～佐藤広大バースデー顔面ケーキの会～(2017年11月13日)
- 佐藤広大 × TJ プレゼンツ "EAST WAVE vol.6” (2017年11月23日)
- 佐藤広大 × TJ プレゼンツ "EAST WAVE vol.7”(2017年12月24日)
- 佐藤広大 × TJ プレゼンツ "EAST WAVE vol.8”～“佐藤広大” Full Album「19BOX」& “TJ” Solo Single「Don’t you say」W releaser party～ (2018年2月18日)
- KODAI SATO "19BOX" Release Tour 2018 in HOKKAIDO
  - 3月4日 札幌ペニーレーン
  - 3月11日 旭川CASINO DRIVE
  - 3月17日 釧路NAVANA STUDIO
  - 3月31日 函館club COCOA
- 佐藤広大 "恩楽family" 限定LIVE & FC ミーティング (2018年4月13日)
- 佐藤広大 ”恩楽family” FC ミーティング in HAKODATE (2018年10月6日)
- KODAI SATO 「Gift」5th Anniversary & Release Live in SAPPORO (2018年11月23日)
- 佐藤広大10周年記念ライブ『恩楽2023』(2023年11月18日)